# 徐兰如
徐兰如（1918年—？），男，江苏江都人，中国导弹总体和科研管理专家，曾任航天工业部、航空航天工业部第一研究院科学技术委员会委员。